# Needles and pins (lied)
Needles and pins is een lied geschreven door Jack Nitzsche en Sonny Bono. Bono verklaarde in zijn autobiografie, dat hij de tekst begon te zingen terwijl Nitzsche de gitaarpartij zat te oefenen.
De eerste die het lied opnam was Jackie DeShannon. Vervolgens kwam een stroom covers op gang, die tot in de 21e eeuw voortduurt. Onder de artiesten die het uitvoerden bevonden zich The Ventures, Del Shannon, Cher, The Searchers, Smokie, James Last, Tom Petty & The Heartbreakers in duet met Stevie Nicks, The Ramones en Willy DeVille.
Fransen kennen het lied wellicht ook onder de titel La nuit n’en finit plus, gezongen door onder meer Petula Clark, Duitsers onder de titel Bettler und Pinz door Peter Orloff en Tsjechen onder de titel Mydlovy princ. Ook liefhebbers van totaal andere muziek vonden Needles and pins terug. De muziekgroep Genesis "stal" het voor hun lied Broadway melody of 1974 van album The Lamb Lies Down on Broadway. Van de zin : "And as the song and dance begins, the children play at home with needles...Needles and pins" werd "Needles and pins" gezongen in de originele notenreeks.
Needles and pins van Deftones is een ander lied.

## Jackie DeShannon
Jackie DeShannon bracht in april 1963 uit via het platenlabel Liberty Records. Zij koppelde het aan Did he call today, mama? een lied geschreven door Randy Newman. Zij had er een zeer bescheiden hitje mee in de Billboard Hot 100, ze kwam niet verder dan plaats 84. Het liedje was populairder in Canada, waar het wel een eerste plaats wist te bemachtigen. Jack Nitzsche kwam niet alleen met het lied, hij trad tevens op als arrangeur. Muziekproducent was Dick Glasser. Beide liedjes werden opgenomen op haar elpee Breakin' it up on The Beatles Tour!
Deze versie ging aan Europa voorbij.

## The Searchers
Meer succes hadden The Searchers. Zij brachten het uit in januari 1964 en belandden in diverse hitparades:
- in Australië kwam het tot plaats 2
- In Frankrijk kwam het tot plaats 29
- In Duitsland kwam het tot plaats 8
- In Ierland kwam het tot plaats 1
- in Zweden kwam het tot plaats 5
- in het Verenigd Koninktijk kwam het tot drie weken plaats 1 in dertien weken
- In de Verenigde Staten kwam het tot plaats 13
- In Noorwegen kwam het tot plaats 8
- In Zuid-Afrika kwam het tot plaats 1
- In Nederland is geen notering te vinden, zowel de hitlijst van Muziek Expres als Tijd voor Teenagers kennen het plaatje niet.

Zij koppelden hun versie aan Saturday night out van Robert Richards en Mark Anthony. Als schrijvers werden hier genoteerd Nitzsche en Bone (drukfout voor Bono). Het werd opgenomen in hun elpee It’s the Searchers. Muziekproducent was Tony Hatch, zijnde de werkelijke naam van Mark Anthony. Saturday night out kwam uit de gelijknamige film uit 1964.

### NPO Radio 2 Top 2000
| Nummer met noteringen in de NPO Radio 2 Top 2000 | '99  | '00  | '01  | '02 | '03  | '04  |
| ------------------------------------------------ | ---- | ---- | ---- | --- | ---- | ---- |
| Needles and Pins (The Searchers)                 | 1618 | 1515 | 1542 | -   | 1466 | 1520 |

1. ↑  Een '-' betekent dat het nummer niet was genoteerd en een vetgedrukt getal geeft de hoogste notering aan.
2. ↑  Deze tabel is bijgewerkt tot en met de laatste editie (2024).

## Smokie
De Nederlandse en Belgische hitparades moesten tot 1977 wachten voordat Needles en pins hun bereikten. In dit geval was de Britse muziekgroep Smokie daar verantwoordelijk voor. Het was gekoppeld aan B-kant No-one could ever love you more van bandleden Chris Norman en Pete Spencer.

### Hitnotering
De band uit de stal van muziekproducenten Nicky Chinn en Mike Chapman (Chinn & Chapman/Chinnichap) hadden meer succes op het vasteland van Europa dan in het Verenigd Koninkrijk:
- in het Verenigd Koninkrijk kwam het tot plaats 10 in negen weken;
- in Zwitserland kwam het tot plaats 7 in negen weken
- in Duitsland kwam het tot plaats 2 in twintig weken
- in Oostenrijk kwam het tot plaats 1 in zestien weken
- in Noorwegen kwam het tot plaats 4.

#### Nederlandse Top 40
Hier was het eerst verkozen tot alarmschijf
| Positie: | 20 | 10 | 9 | 8 | 8 | 10 | 15 | 32 | 35 | 39 | uit |

#### NederlandseDaverende 30
| Positie: | 10 | 9 | 8 | 6 | 5 | 14 | 14 | 16 | 25 | uit |

#### BelgischeBRT Top 30
| Positie: | 14 | 4 | 7 | 7 | 4 | 6 | 6 | 12 | 17 | uit |

#### Voorloper VlaamseUltratop 30
| Positie: | 15 | 12 | 8 | 7 | 6 | 5 | 7 | 13 | 17 | uit |

#### NPO Radio 2 Top 2000
Needles and Pins (Smokie) stond alleen in 2000 in de NPO Radio 2 Top 2000, op plek 1516.

## Tom Petty
Tom Petty bereikte de Amerikaanse hitlijsten met zijn versie in 1985. Hij zong het in duet vorm met Stevie Nicks, de zangeres van Fleetwood Mac. Ditmaal was het een live-uitvoering in de Billboard Hot 100 en Canadese RPM-lijst betrad, het kwam tot plaats 37 in de VS en plaats 85 in Canada.